# 13½ життів капітана на ім'я Синій Ведмідь
«13½ життів капітана на ім'я Синій Ведмідь» — роман Вальтера Мьорса в жанрі фентезі про пригоди розумного синього ведмедя на населеному фантастичними істотами материку Цамонія (за словами персонажа, нині затонулому). Оповідання ведеться від імені головного героя.

## Світ, де відбувається дія
Синій Ведмідь у передмові до роману стверджує, що оповідає про події надзвичайної давнини, що відбувалися на Землі. Тоді, за його словами, материків було набагато більше, а світом неподільно правили казкові істоти, в той час як люди були вигнанцями суспільства.
Цамонія в романі — осередок сил казкових створінь, населення її столиці Атлантіса перевищує 200 мільйонів. На континенті не просто зустрічаються на кожному кроці фантастичні істоти, від звичайних гномів до прибульців з 2364 виміру, але й переважає незвичайний клімат — пустеля з цукровим піском, вічний торнадо тощо.
Сам Синій Ведмідь відноситься до виду кольорових ведмедів — розумних істот під два метри зросту, які чудові тим, що мають по 27 життів. Головний герой і описує першу половину свого життєвого шляху: від незвичайної появи на світ до возз'єднання зі своїми одноплемінниками і одруження.
Розповідь у книзі переривається цитатами з «Лексикону чудес, таємниць і феноменів Цамонії, що підлягають поясненню», складеного одним з основних персонажів — професором Філінчиком, істотою з сімома мізками, учителем Синього Ведмедя.

## Сюжет
У книзі описані такі життя Синього Ведмедя:
- у карликових піратів
- з химеріадами
- в океані
- на острові Гурманів
- у динозавра-рятувальника
- в темних горах
- у Великому лісі
- в чорній дірі
- в Солодкій пустелі
- в торнадо
- у Великій голові
- в Атлантиді
- на «Молоху»
- півжиття в спокої

### Життя 1-5
Новонароджений Синій Ведмідь, ще зовсім крихітний, пливе в океані, лежачи в шкаралупі волоського горіха. Його мало не засмоктує гігантська водяна воронка, але його підбирають карликові пірати — галасливі, хвалькуваті, неймовірно відважні ліліпути зростом не вище десяти сантиметрів. Вони виховують його на своєму кораблику кілька років, поки він не стає занадто великим, і тоді вони висаджують його на якомусь острівці.
Там Синього Ведмедя захоплюють химеріади — жахливі створіння, що харчуються негативними емоціями людей. Вони зберігають йому життя і здоров'я за умови, що він буде для них плакати. Синьому Ведмедю доводиться погодитися, і він стає у них «тенором-ревою». Але незабаром, відчувши, що стає занадто схожим на огидних химеріад, він будує собі пліт і відпливає з острова.
В океані він зустрічає велетенський чорний корабель «Молох», від якого йде якийсь гіпнотичний шепіт, а потім знайомиться з двома хвилями-балакушками, які вчать його говорити і дарують йому ім'я — «Синій Ведмідь». Після різних пригод, пережитих в океані, Синій Ведмідь волею долі потрапляє на острів, де абсолютно все їстівне — від трави до деревної смоли, а такі ласощі, як омари або устриці, самі викидаються на берег. Синій Ведмідь живе там близько року і страшно товстішає, але цей острів Гурманів виявляється приманкою: під ним ховається хижа рослина, яка хоче з'їсти розгодованого Ведмедя, проте його рятує динозавр-рятувальник Мак — представник єдиного в своєму роді виду розумних і доброзичливих динозаврів, що приходять на виручку в останню секунду.
Оскільки Мак уже немолодий і короткозорий, він пропонує Синьому Ведмедю попрацювати у нього навігатором, на що той з радістю погоджується. Цілий рік вони кружляють над Землею і приходять на допомогу неодмінно в останній момент, поки Мак не виходить на пенсію і не влаштовує Синього Ведмедя в Нічну школу знаменитого професора Філінчика.

### Життя 6-11
Синьому Ведмедю спочатку дуже подобається Нічна школа в темних горах: лекції артистичного і надзвичайно розумного, хоч і дивакуватого, професора Філінчіка захоплююче цікаві, двоє однокласників — принц 2634 виміру Кверт і цілком покрита довгим волоссям Бергін (гірська тролиха) Фреда — стають вірними друзями Синього Ведмедя. Всі троє робляться все більш освіченими прямо на очах. Але ось спочатку йде зі школи Фреда, потім Кверт, а замість них приходять схожий на гігантську свиню забіяка Ґрот, капосний карликовий циклоп Цілле і зануда-єдиноріг Миролюб. На щастя, незабаром професор Філінчик оголошує Синьому Ведмедю, що тому теж пора йти зі школи. На прощання він поміщає йому в розум свій «Лексикон чудес, таємниць і феноменів Цамонії».
Після довгих поневірянь по Темногірському лабіринту, зустрічі з огидним печерним тролем і добродушним гігантом — сталевим черв'яком — Синій Ведмідь виходить у Великий ліс, що має дуже погану славу. Але там він спочатку не знаходить нічого страшного: навпаки, він виявляє, що там живе чарівна лаурова ведмедиця. Коли Синій Ведмідь набирається сміливості, щоб познайомитися з красунею, він з'ясовує, що вона — тільки галюцинація, викликана отруйними сітяами павука-відуна, що мешкає у Великому лісі. З цих сітей Синій Ведмідь насилу вивільняється і ледве тікає від зголоднілого павука-відуна: його рятує тільки стрибок у просторову діру, яка може перенести будь-кого в інший вимір.
Синій Ведмідь потрапляє не куди-небудь, а в 2364 вимір, в минуле, де він випадково стає винуватцем потрапляння Кверта в його власний світ через іншу просторову діру. Синій Ведмідь стрибає слідом за другом і виявляється один-однісінький в Солодкій пустелі, де замість піску — цукор. Там він приєднується до напівбожевільного племені чудичів, з якими він блукає по пустелі, сподіваючись наштовхнутися на вогнище цивілізації. Але після багатьох пригод, пережитих з чудичами, Синього Ведмедя засмоктує вічний торнадо. Цей смерч вічно ходить по певному маршруту в пустелі, зупиняючись тільки раз на рік на хвилину.
Всередині торнадо виявляється місто старих — мандрівників, які постаріли на сто років при проходженні через стіну смерчу. Синій Ведмідь стає одним з них, але через два роки він складає план втечі з торнадо, і найвідчайдушніші з жителів міста погоджуються втікати з ним. Коли торнадо зупиняється, близько сотні людей похилого віку на чолі з Синім Ведмедем вискакують з нього.
Синій Ведмідь вирішує вирушити в столицю Цамонії — мегаполіс Атлантіс. Але один з колишніх старих попереджає його, що єдина сухопутна дорога в місто перекрита гігантською головою боллога — найбільшого з цамоніанськіх велетнів, які іноді виростають до ста кілометрів і вміють без шкоди для себе скидати і надягати голову. Синій Ведмідь наважується пройти цю голову всередині — від вуха до вуха через мозок. Це йому врешті вдається, завдяки допомозі з боку однієї з мешканок голови — поганої ідеї 16Ч.
Синій Ведмідь якраз вчасно вибігає з вуха боллога до воріт в Атлантіс: саме в той момент той самий велетенський боллог, нарешті, повертається і надягає свою давно втрачену голову.

### Життя 12
В Атлантісі Синій Ведмідь знаходить нового друга: тютюнового гнома Гемлута Гаванну. З його допомогою Синій Ведмідь шукає роботу. Його кар'єра росте від підмітальника до головного кухаря в піцерії, а потім він примудряється стати гладіатором-брехуном, Королем Брехні. Гладіатори-брехуни — зірки шоу-бізнесу Атлантіса, чия робота полягає в розповіданні брехливих історій на сцені театру, причому саме публіка вирішує, хто з гладіаторів робить це краще.
Одного разу Синій Ведмідь перемагає найзнаменитішого з гладіаторів-брехунів — легендарного Нусрама Факіра, незважаючи на те, що його бос Смейк заздалегідь наказує йому Факіру програти. Розлючений Смейк хоче відправити Синього Ведмедя і Гемлута в рабство на «Молох», але їх рятує і веде в катакомби один з його охоронців, якому Синій Ведмідь і Мак колись врятували життя.
В катакомбах Синього Ведмедя і Гемлута зустрічає Фреда, в яку Гемлут закохується з першого погляду. Фреда каже, що люди-невидимки — володарі катакомб — збираються вирвати Атлантіс з землі і на ньому полетіти на рідну планету. Гемлут з радістю погоджується, але Синій Ведмідь категорично відмовляється, прощається з друзями і просить вивести його назад в місто.
Провести його з катакомб назовні визивається його старий ворог, печерний троль, зобразивши каяття в минулих лиходійствах. Але троль виводить Синього Ведмедя з підземель тільки для того, щоб здати його на «Молох».

### Життя 13-13,5
На «Молоху» Синій Ведмідь намагається збунтуватися і дізнається, що капітан корабля — розумний камінь цамонім, який мріє про світове панування. Цамонім намагається загіпнотизувати Синього Ведмедя, але останнього рятує телепатичне втручання професора Філінчика. Та потім Філінчик зникає, і цамонім наказує стратити Синього Ведмедя, а з ним — Грота і Цілле, які теж раніше служили Смейку і теж потрапили на «Молох».
Однак прямо перед стратою знову з'являється Філінчик, на цей раз не в розумі Синього Ведмедя, а в реальності. Він допомагає Синього Ведмедю кинути цамонім у Хмару Темряви, темряви, яку Філінчик зібрав з усього космосу і давно намагався вивчити і приборкати. Але, проковтнувши цамонім, Хмара Темряви стає некерованою і забирає професора геть.
«Молох» звільняється від гіпнозу цамоніма, але незабаром всі помічають, що корабель наближається до водяної воронки — тієї самої, в якій колись мало не загинув новонароджений Синій Ведмідь. На щастя, на виручку прилітає ціла зграя динозаврів-рятувальників на чолі з Маком: їм зустрівся Філінчик на Хмарі Темряви і попередив про долю «Молоха».
Весь колишній екіпаж корабля евакуюється, але замість Синього Медведя на спину Макові в останню мить стрибає печерний троль. Синій Ведмідь і «Молох» падають у воронку, але виявляється, що ця воронка — теж просторова діра. В падінні Синій Ведмідь натикається на Кверта, що летить йому назустріч на килимі (традиційному транспорті 2364 виміру). Разом вони вилітають з воронки і доганяють динозаврів-рятувальників у Великому лісі.
Серед колишніх рабів «Молоха» виявляється багато кольорових ведмедів, яких колись захопив цамонім. Вони всі поселяються у Великому лісі, де павук-відун вже здох від голоду і довгої погоні за Синім Ведмедем. Невдовзі Синій Ведмідь зустрічає в лісі ту саму світло-блакитну ведмедицю Авріель, яка колись привиділася йому, одружується з нею і вирішує провести хоча б півжиття спокійно.

## Екранізації і театральні постановки роману
- Спочатку Синій Ведмідь з'явився на німецькому телебаченні, розповідаючи казки про свої пригоди. Тільки після цього Вальтер Мьорс написав про нього роман.

- У жовтні 2006 року в Кельні поставили мюзикл про Синього Ведмедя (постановник Хейко Вольгемут, композитор Мартін Лінгно)[2].